# Esperança de Lagos
C.F. Esperança de Lagos – portugalski klub piłkarski z siedzibą w Lagos w regionie Algarve.

## Historia
C.F. Esperança de Lagos został założony 20 września 1912 roku. José Victor Adragão, jeden z założycieli, nazwał klub imieniem swojej partnerki – Esperança Rodrigues. Piłka nożna gościła w Lagos znacznie wcześniej. W 1882 roku przy portowym nabrzeżu stanęły naprzeci siebie dwa zespoły z angielskich łodzi, które cumowały w porcie. Początkowo w Lagos istniały trzy kluby: Sport Lisboa e Lagos, Maritime Football Club „Os Lacobrigenses” i Lagos Football Club prekursor C.F. Esperança de Lagos. Największym sukcesem drużyny było zwycięstwo w Terceira Divisão Portuguesa – trzeciej lidze portugalskiej w sezonie 1982/83. W 2004 roku klub zalicza spadek do rozgrywek regionalnych Algarve i boryka się z problemami finansowymi, które niemal doprowadziły do upadku klubu. Obecnie C.F. Esperança de Lagos występuje w Campeonato de Portugal, co jest trzecim poziomem rozgrywek piłkarskich w Portugalii. Kilkukrotnie klub brał też udział w rozgrywkach Pucharu Portugalii (Taça de Portugal).

## Obecny skład
Stan na 4 listopada 2019
| Nr | Poz. | Piłkarz                   |
| -- | ---- | ------------------------- |
| 19 | BR   | Rafael Candeias           |
| 24 | BR   | Rúben Borges              |
| 4  | OB   | Ivo Nicolau               |
|    | OB   | Julián Bonilla            |
| 2  | OB   | Tiago Duarte              |
| 3  | OB   | Julián Bonilla            |
| 28 | OB   | Wesley                    |
| 35 | OB   | Edward Sarpong            |
| 18 | OB   | Lino                      |
| 14 | OB   | Rafael González (kapitan) |
| 15 | OB   | Rafael Martins            |
| 27 | OB   | João Duarte               |
| 16 | PO   | Saah Nyumah               |

| Nr | Poz. | Piłkarz        |
| -- | ---- | -------------- |
| 20 | PO   | Mateus Vieira  |
| 6  | PO   | Bruno González |
| 8  | PO   | Nuno Alves     |
| 44 | PO   | João Assis     |
| 92 | PO   | Dwann          |
| 10 | PO   | Chico Batista  |
| 11 | NA   | Antonio Belo   |
| 7  | NA   | Zé Miguel      |
| 17 | NA   | João Nóbrega   |
| 23 | NA   | André Chamusca |
| 26 | NA   | Rafa Pinto     |
| 77 | NA   | Jorge Teixeira |
| 9  | NA   | Kuiaté Lamine  |